# Achraf Moutii
Achraf Moutii (4 dicembre 1996) è un judoka marocchino.

## Palmarès
- Campionati africani

Tunisi 2018: argento nei -81kg.